# Athlétisme aux Jeux asiatiques de 1954
Navigation
Édition précédente Édition suivante
Les épreuves d'athlétisme aux Jeux asiatiques de 1954 se sont déroulées à Manille, aux Philippines.

## Résultats

### Hommes
| Épreuve | Or                                            | Or            | Argent                                   | Argent        | Bronze                                      | Bronze        |
| --- | --------------------------------------------- | ------------- | ---------------------------------------- | ------------- | ------------------------------------------- | ------------- |
| 100 m | Abdul Khaliq Pakistan                         | 10 s 6        | Genaro Cabrera Philippines               | 10 s 7        | M. Gabriel Inde                             | 10 s 8        |
| 200 m | Muhammad Sharif Butt Pakistan                 | 21 s 9        | Muhammad Aslam Pakistan                  | 22 s 0        | Stephen Xavier Hong Kong                    | 22 s 2        |
| 400 m | Kanji Akagi Japon                             | 48 s 5        | Joginder Singh Dhanaor Inde              | 48 s 6        | Chen Ying-Lang République de Chine (Taïwan) | 48 s 6        |
| 800 m | Yoshitaka Muroya Japon                        | 1 min 54 s 5  | Sohan Singh Dhanoa Inde                  | 1 min 54 s 6  | Michio Ueki Japon                           | 1 min 55 s 8  |
| 1 500 m | Choi Yun-Chil Corée du Sud                    | 3 min 56 s 2  | Yoshitaka Muroya Japon                   | 3 min 58 s 0  | Michio Ueki Japon                           | 3 min 59 s 0  |
| 5 000 m | Osamu Inoue Japon                             | 15 min 00 s 2 | Choi Yoon-Chil Corée du Sud              | 15 min 03 s 8 | Dalu Ram Inde                               | 15 min 14 s 1 |
| 10 000 m | Choi Chung-Sik Corée du Sud                   | 33 min 06 s 0 | Jiro Yamauchi Japon                      | 34 min 06 s 2 | Pi Li-Ming République de Chine (Taïwan)     | 35 min 43 s 2 |
| 3000 m steeple | Susumu Takahashi Japon                        | 9 min 14 s 9  | Yasumasa Shirasagi Japon                 | 9 min 35 s 0  | Dalu Ram Inde                               | 9 min 36 s 5  |
| 110 m haies | Sarwan Singh Inde                             | 14 s 7        | Yukiyoshi Kawata Japon                   | 14 s 8        | Takehiko Nakajima Japon                     | 14 s 8        |
| 400 m haies | Mirza Khan Pakistan                           | 54 s 1        | Chang Ong Leng Singapour                 | 54 s 8        | Jaime Pimental Philippines                  | 55 s 6        |
| Saut en hauteur | Ajit Singh Inde                               | 1,95 m        | Yukio Ishikawa Japon                     | 1,95 m        | Andres Franco Philippines                   | 1,95 m        |
| Saut à la perche | Bunkichi Sawada Japon                         | 4,06 m        | Toyokichi Matsumoto Japon                | 3,91 m        | Lai Yu-Tao République de Chine (Taïwan)     | 3,60 m        |
| Saut en longueur | Noriaki Sagawa Japon                          | 7,02 m        | Yoshiro Sonoda Japon                     | 6,94 m        | Lin Te-Sheng République de Chine (Taïwan)   | 6,86 m        |
| Triple saut | Noriaki Sagawa Japon                          | 15,13 m       | Yoshio Iimura Japon                      | 14,88 m       | Choi Yong-Kee Corée du Sud                  | 14,71 m       |
| Lancer du poids | Parduman Singh Brar Inde                      | 14,14 m       | Yoshio Kojima Japon                      | 13,73 m       | Ishar Singh Inde                            | 13,43 m       |
| Lancer du disque | Parduman Singh Brar Inde                      | 43,37 m       | Chi Pei-Lin République de Chine (Taïwan) | 41,66 m       | Liu Ching République de Chine (Taïwan)      | 41,18 m       |
| Lancer du marteau | Yoshio Kojima Japon                           | 53,99 m       | Muhammad Iqbal Pakistan                  | 51,80 m       | Song Kyo-Sik Corée du Sud                   | 50,80 m       |
| Lancer du javelot | Muhammad Nawaz Pakistan                       | 64,26 m       | Jalal Khan Pakistan                      | 63,28 m       | Haruo Nagayasu Japon                        | 56,26 m       |
| Décathlon | Yang Chuan-Kwang République de Chine (Taïwan) | 5 454 pts     | Fumio Nishiuchi Japon                    | 5 430 pts     | Ronnie O'Brien Inde                         | 5 268 pts     |
| 4 × 100 m | Japon                                         | 41 s 2        | Pakistan                                 | 41 s 5        | Philippines                                 | 42 s 2        |
| 4 × 400 m | Japon                                         | 3 min 17 s 4  | Indonésie                                | 3 min 18 s 4  | Philippines                                 | 3 min 21 s 6  |
| Records et Performances - AR : Record continental (area record) - CR : Record des championnats (championship record) - MR : Record du meeting (meet record) - NR : Record national (national record) - OR : Record olympique (olympic record) - PR : Record paralympique (paralympic record) - PB : Record personnel (personal best) - SB : Meilleure performance personnelle de la saison (season's best) - WL : Meilleure performance mondiale de l'année (world leader) - WJR : Record du monde junior (world junior record) - WR : Record du monde (world record) Circonstances et Conditions - DNF : N'a pas terminé (did not finish) - DNS : N'a pas pris le départ (did not start) - DQ : Disqualification (disqualification) - NM : Aucun essai valable enregistré (No Mark) - Q : Qualifié « directement » au prochain tour (ou à la prochaine compétition), lors d'une compétition majeure, grâce au classement ou à la réalisation des minima (automatic qualifier) - q : Qualifié au prochain tour (ou à la prochaine compétition), lors d'une compétition majeure, grâce au repêchage ou à la réalisation de l'une des meilleures performances parmi celles des « non qualifiés directement » (grâce au meilleur temps ou à la meilleure distance par exemple) (secondary qualifier) |                                               |               |                                          |               |                                             |               |

### Femmes
| Épreuve | Or                     | Or      | Argent                 | Argent  | Bronze                      | Bronze  |
| --- | ---------------------- | ------- | ---------------------- | ------- | --------------------------- | ------- |
| 100 m | Atsuko Nambu Japon     | 12 s 5  | Mary Klass Singapour   | 12 s 5  | Christine Brown Inde        | 12 s 6  |
| 200 m | Midori Tanaka Japon    | 26 s 0  | Atsuko Nambu Japon     | 26 s 1  | Inocencia Solis Philippines | 26 s 5  |
| 80 m haies | Machiko Iwamoto Japon  | 11 s 7  | Miyo Miyashita Japon   | 12 s 0  | Tang Pei Wah Singapour      | 12 s 1  |
| Saut en hauteur | Ahuva Kraus Israël     | 1,55 m  | Miyoko Takahashi Japon | 1,52 m  | Meiko Muro Japon            | 1,52 m  |
| Saut en longueur | Yoshie Takahashi Japon | 5,68 m  | Atsuko Nambu Japon     | 5,64 m  | Mikiko Tazaki Japon         | 5,35 m  |
| Lancer du poids | Toyoko Yoshino Japon   | 12,31 m | Motoko Yoshida Japon   | 12,27 m | Yuriko Mizoguchi Japon      | 11,81 m |
| Lancer du disque | Toyoko Yoshino Japon   | 42,89 m | Taeko Nomura Japon     | 39,97 m | Yuriko Mizoguchi Japon      | 37,12 m |
| Lancer du javelot | Akiko Kurihara Japon   | 44,07 m | Yasuko Inden Japon     | 42,28 m | Vivencia Subido Philippines | 37,56 m |
| 4 × 100 m | Inde                   | 49 s 5  | Japon                  | 49 s 6  | Philippines                 | 50 s 4  |
| Records et Performances - AR : Record continental (area record) - CR : Record des championnats (championship record) - MR : Record du meeting (meet record) - NR : Record national (national record) - OR : Record olympique (olympic record) - PR : Record paralympique (paralympic record) - PB : Record personnel (personal best) - SB : Meilleure performance personnelle de la saison (season's best) - WL : Meilleure performance mondiale de l'année (world leader) - WJR : Record du monde junior (world junior record) - WR : Record du monde (world record) Circonstances et Conditions - DNF : N'a pas terminé (did not finish) - DNS : N'a pas pris le départ (did not start) - DQ : Disqualification (disqualification) - NM : Aucun essai valable enregistré (No Mark) - Q : Qualifié « directement » au prochain tour (ou à la prochaine compétition), lors d'une compétition majeure, grâce au classement ou à la réalisation des minima (automatic qualifier) - q : Qualifié au prochain tour (ou à la prochaine compétition), lors d'une compétition majeure, grâce au repêchage ou à la réalisation de l'une des meilleures performances parmi celles des « non qualifiés directement » (grâce au meilleur temps ou à la meilleure distance par exemple) (secondary qualifier) |                        |         |                        |         |                             |         |

## Tableau des médailles
| Rang | Nation                       | Or | Argent | Bronze | Total |
| ---- | ---------------------------- | -- | ------ | ------ | ----- |
| 1    | Japon                        | 17 | 18     | 8      | 43    |
| 2    | Inde                         | 5  | 2      | 6      | 13    |
| 3    | Pakistan                     | 4  | 4      | 0      | 8     |
| 4    | Corée du Sud                 | 2  | 1      | 2      | 5     |
| 5    | République de Chine (Taïwan) | 1  | 1      | 5      | 7     |
| 6    | Israël                       | 1  | 0      | 0      | 1     |
| 7    | Singapour                    | 0  | 2      | 1      | 3     |
| 8    | Philippines                  | 0  | 1      | 7      | 8     |
| 9    | Indonésie                    | 0  | 1      | 0      | 1     |
| 10   | Hong Kong                    | 0  | 0      | 1      | 1     |